# Santa Cruz de los Cáñamos (kommunhuvudort)
Santa Cruz de los Cáñamos är en kommunhuvudort i Spanien.   Den ligger i provinsen Provincia de Ciudad Real och regionen Kastilien-La Mancha, i den centrala delen av landet, 210 km söder om huvudstaden Madrid. Santa Cruz de los Cáñamos ligger 991 meter över havet och antalet invånare är 637.
Terrängen runt Santa Cruz de los Cáñamos är platt åt nordväst, men åt sydost är den kuperad. Santa Cruz de los Cáñamos ligger uppe på en höjd. Runt Santa Cruz de los Cáñamos är det glesbefolkat, med 15 invånare per kvadratkilometer. Närmaste större samhälle är Villahermosa, 12,5 km norr om Santa Cruz de los Cáñamos. Omgivningarna runt Santa Cruz de los Cáñamos är i huvudsak ett öppet busklandskap.